# Kelurahan Kapukmuara
Kelurahan Kapukmuara är en administrativ by i Indonesien.   Den ligger i provinsen Jakarta, i den västra delen av landet, 14 km nordväst om huvudstaden Jakarta.